# Finland (valkrets till Europaparlamentet)
Vid Europaval är Finland en av Europaparlamentets valkretsar. Den omfattar hela landet Finland. För närvarande representeras valkretsen av 14 Europaparlamentariker.
Rösterna räknas per valkrets och sedan samlas deras resultat av Helsingfors valkretsnämnd.

## Åland
Fast landskapet Åland har bred autonomi, röstar ålänningar samma kandidater som alla andra finländare vi EU-val precis som vid presidentval.
Under EU-valet 2019 fanns det två kandidater från Åland: Camilla Gunell (SDP) och Anton Nilsson (SFP).
Det har förekommit debatt om en egen europaparlamentariker för Åland. Den senaste diskussionen gällde det så kallade brexitmandatet då Finland fick ett fjortonde mandat i Europaparlamentet. I oktober 2018 fattade regeringen Sipilä beslut om att landskapet inte får en egen representant..

## Nuvarande ledamöter av Europaparlamentet
Per april 2023
| Namn                   | Nationellt parti    | EP-grupp |
| ---------------------- | ------------------- | -------- |
| Alviina Alametsä       | Gröna förbundet     | G/EFA    |
| Teuvo Hakkarainen      | Sannfinländarna     | ECR      |
| Heidi Hautala          | Gröna förbundet     | G/EFA    |
| Eero Heinäluoma        | Socialdemokraterna  | S&D      |
| Elsi Katainen          | Centern i Finland   | ALDE     |
| Miapetra Kumpula-Natri | Socialdemokraterna  | S&D      |
| Silvia Modig           | Vänsterförbundet    | GUE/NGL  |
| Ville Niinistö         | Gröna förbundet     | G/EFA    |
| Mauri Pekkarinen       | Centern i Finland   | ALDE     |
| Sirpa Pietikäinen      | Samlingspartiet     | EPP      |
| Pirkko Ruohonen-Lerner | Sannfinländarna     | ECR      |
| Petri Sarvamaa         | Samlingspartiet     | EPP      |
| Nils Torvalds          | Svenska folkpartiet | ALDE     |
| Henna Virkkunen        | Samlingspartiet     | EPP      |

På grund av brexit fick Finland en extra plats i Europaparlamentet år 2020. Den så kallade brexitmandat gick till Alviina Alametsä (Gröna) enligt valresultat.